# Олиба I от Каркасон
Олиба I (на френски: Oliba Ier, * ок. 790, † 837) от фамилията Белониди, е от 821 до 837 г. граф на Каркасон.

## Живот
Той е вторият син на граф Бело́. След смъртта на по-големия му брат Гислафред († ок. 821 г.) той го последва като граф на Каркасон, тогава един от най-могъщите градове в Южна Франция.
Умира през 837 г. Последван е от Бернар Септимански, граф на Тулуза, от род Вилхелмиди.

## Фамилия
Той е женен два пъти, първо за Ерментруда, по-късно за Риквилда (Ришилда). Той има три сина, неизвестно от коя съпруга.
- Олиба II (825 – 879), граф на Каркасон и Разес (865 – 872 и 872 – 877)
- Акфред I († 906), от 877 г. граф на Каркасон и от 837 г. на Разес
- Сунифред от Каркасон, абат на манастир Сент-Мари де Лаграс